# 030 TX

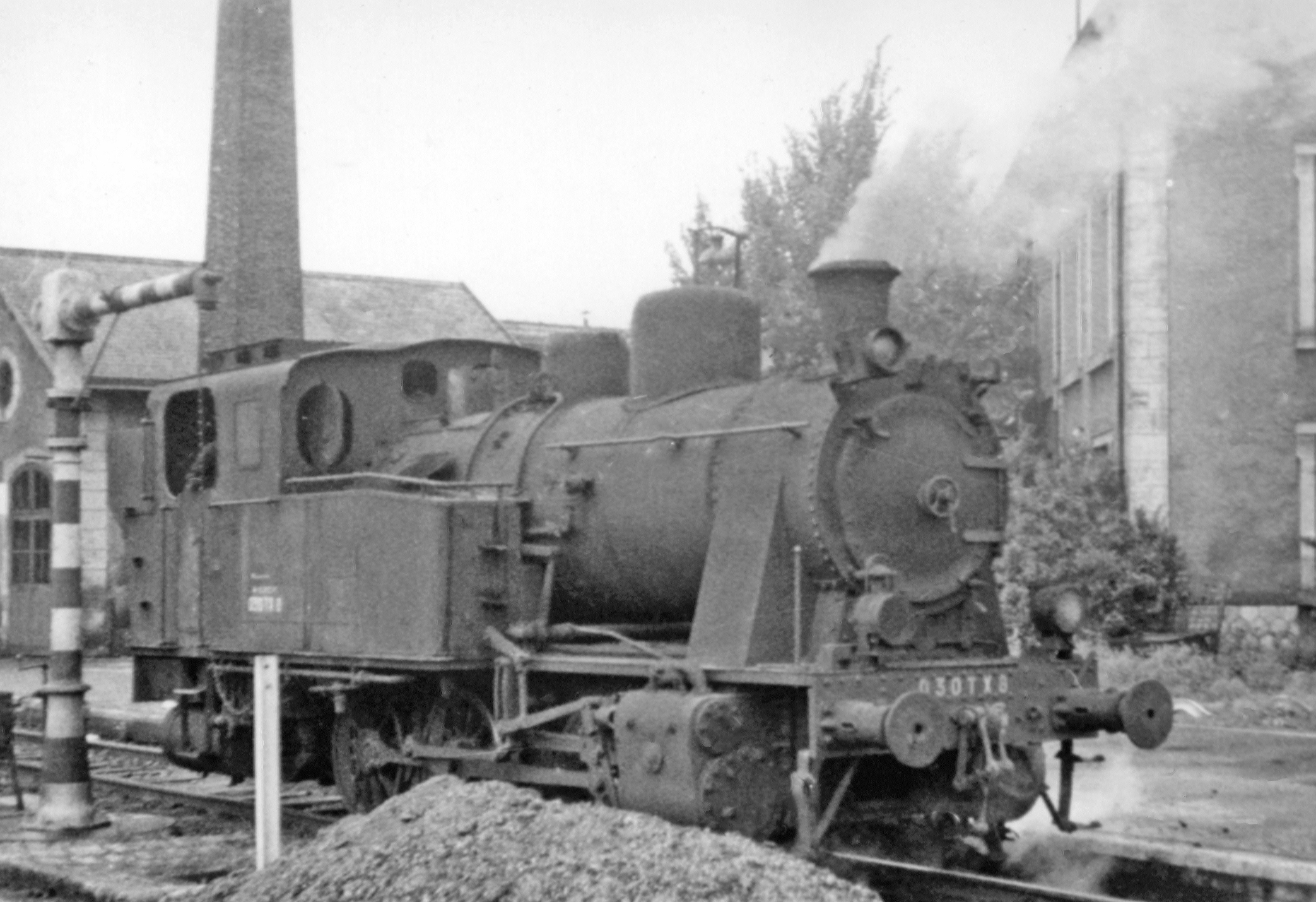
La 030 TX 8 à Périgueux en 1956.

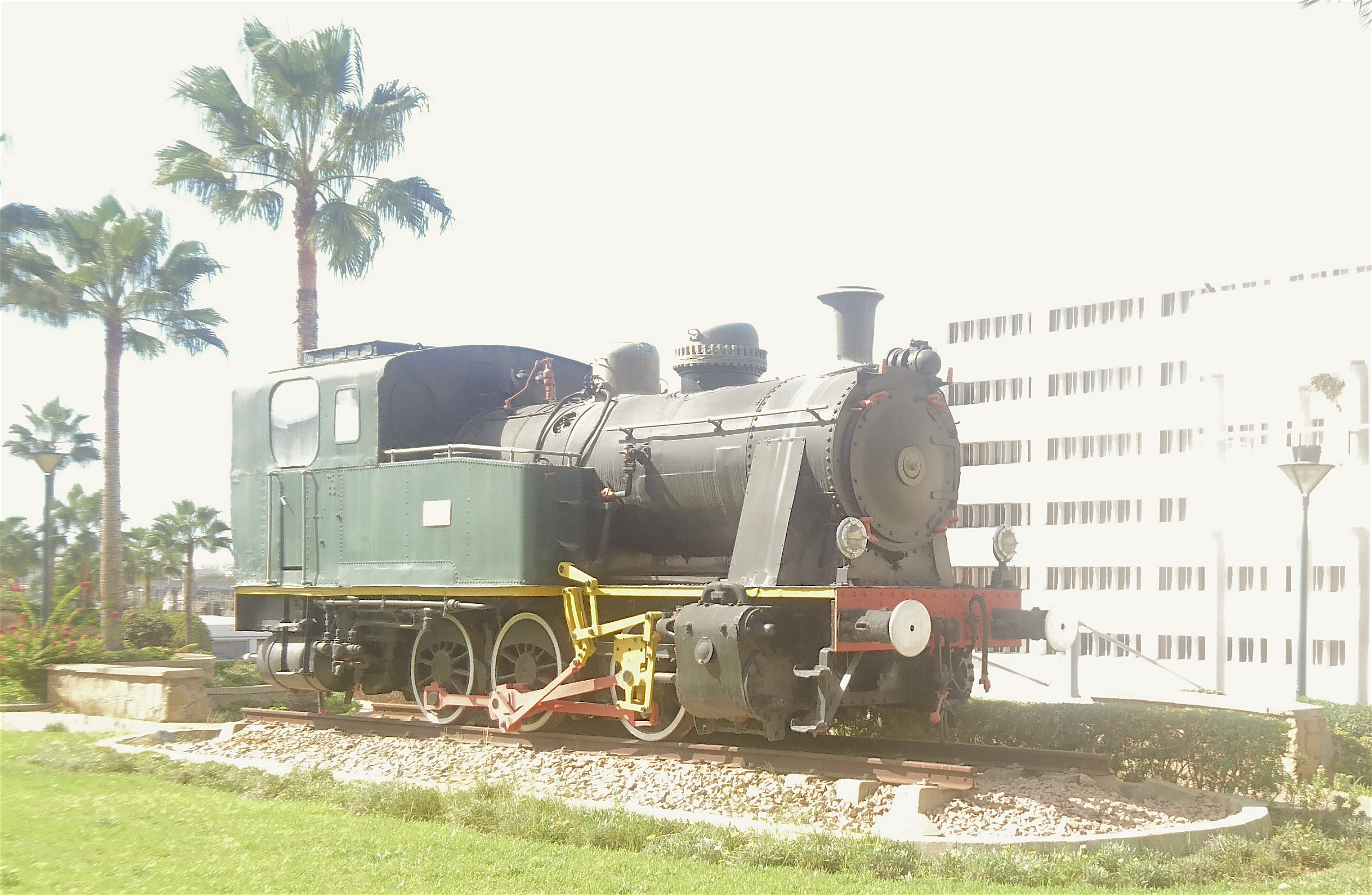
La 030 TX 1 à Rabat devant les locaux de l'ONCF.

Les 030 TX furent des locomotives à vapeur d'origine allemande dont la construction, datant de 1942 à 1943, avait été confiée à la société Henschel & Sohn.

## Genèse
Destinées originellement au réseau de Mandchourie, alors occupée par les Japonais, ces machines au nombre de 9 ne purent prendre la mer. En effet, il avait été jugé par les Allemands que l'expédition par le port de Hambourg serait dangereuse, c'est pourquoi elles furent démontées, mises en caisses et expédiées au port de Bordeaux où elles restèrent sur les quais du fait du blocus maritime.
La SNCF récupéra en 1945 les machines qui furent remontées par les ateliers de Bordeaux après avoir demandé les notices au constructeur et incorporées au parc le 15 mars 1947 sous l'immatriculation 4-030 TX 1 à 9.

## Description
C'étaient des machines disposant d'un moteur à simple expansion à deux cylindres. La distribution était du type « Walschaerts ». L'éclairage était électrique et assuré par un turbo-générateur et la cabine pouvait se fermer entièrement grâce à la présence de portes (un luxe que peu de machines partageaient). Comme toutes machines d'origine allemande la conduite est à droite ce qui put constituer un handicap pour les manœuvres en gare, service auquel elles étaient destinées. Par contre leur faible longueur et leur rayon minimal d'inscription en courbe de 27 m en faisaient des machines parfaites pour les manœuvres de dépôt ou d'embranchements avec des courbes serrées. Un autre handicap fut la faible contenance de la soute à charbon que l'on tenta de résoudre avec un essai d'agrandissement sur la 030 TX 3 mais qui ne fut pas poursuivi.

## Utilisation et services
Leurs dépôts furent au gré des mutations : Paris (qui eut toute la série moins la 030 TX 8 de 1953 à 1955), Bordeaux Bastide et Saint-Jean, Orléans et Vierzon en octobre 1947, Étampes en 1951, Cahors le 17 juillet 1956, Coutras, Ussel, Brive, Limoges et Périgueux en 1957.
L'année 1961 vit le départ de la 4-030 TX 5 pour l'Afrique aux Charbonnages Nord-Africains et le départ pour la région Sud-Est des 030 TX 2 et 3 vers les dépôts de Saint-Étienne et de Laroche. En 1962 la 030 TX 1 prit également le chemin de l'Afrique pour les Charbonnages Nord-Africains. La petite série s'éteignit en 1965 avec les radiations des 4 dernières unités : 030 TX 2, 3, 7 et 9 ce qui représente 18 ans de carrière tout de même !

## Caractéristiques
- Pression de la chaudière : 13 kg/cm2
- Surface de grille : 1,6 m2
- Surface de chauffe : 89,155 m2
- Diamètre et course des cylindres : 430 × 550 mm
- Diamètre des roues motrices : 1 100 mm
- Capacité des soutes à eau : 4,5 m3
- Capacité de la soute à charbon : 1,36 t
- Masse à vide : 32 t
- Masse en ordre de marche : 43,4 t
- Masse adhérente : 43,4 t
- Longueur hors tout : 9,31 m
- Hauteur totale : 3,66 m
- Vitesse maxi en service : 45 km/h